# Caipirasuchus
Caipirasuchus is een geslacht van uitgestorven sphagesauride Notosuchia, bekend uit het Laat-Krijt in het noorden van de staat São Paulo, in het zuidoosten van Brazilië. De typesoort Caipirasuchus paulistanus werd in 2011 benoemd. De tweede soort Caipirasuchus montealtensis werd in 2013 naar Caipirasuchus verwezen nadat hij in 2008 werd benoemd als een soort van Sphagesaurus. De derde soort Caipirasuchus stenognathus werd beschreven in 2014. De vierde soort Caipirasuchus mineirus werd beschreven in 2018. De vijfde soort Caipirasuchus attenboroughi werd in 2021 benoemd ter ere van David Attenborough.

## Ontdekking en naamgeving
Caipirasuchus werd benoemd door Fabiano V. Iori en Ismar S. Carvalho in 2011 en de typesoort is Caipirasuchus paulistanus. De geslachtsnaam is afgeleid van het Portugese woord Caipira dat verwijst naar de plattelandsbewoners van de Braziliaanse staten, die bijna het hele Bauru-bekken bewonen, en de Griekse souchos dat 'krokodil' betekent. De soortaanduiding is afgeleid van 'paulista', de aanduiding voor de inwoners van de staat São Paulo, waar het holotype werd gevonden.
Caipirasuchus paulistanus is alleen bekend van het holotype-exemplaar MPMA 67-0001/00, een bijna complete en onvervormde schedel en onderkaak met tanden (slechts drie tanden ontbreken) en gedeeltelijk postcraniaal skelet van een enkel individu. Het werd gevonden op de boerderij van São Francisco, in Homem de Mello, het landelijke gebied van de provincie Monte Alto in het noorden van São Paulo. Het werd verzameld uit de Adamantina-formatie van het Bauru-bekken, dat dateert uit het Turonien en Santonien van het Laat-Krijt.
De tweede soort Caipirasuchus montealtensis werd in 2008 benoemd door Marco Brandalise de Andrade en Reinaldo J. Bertini als een soort van het nauw verwante notosuchische geslacht Sphagesaurus, op basis van MPMA 15-001/90, een bijna volledige schedel en onderkaak in occlusie bewaard. Het werd verzameld in de plaats Bairro Cachoeira aan de voet van de Serra da Água Limpa, ongeveer acht kilometer ten noordwesten van Monte Alto, van de Adamantina-formatie. In 2013 werd dit exemplaar toegewezen aan Caipirasuchus op basis van een nieuw ontdekt toegewezen exemplaar. MPMA 68-0003/12 bestaat uit een bijna volledige schedel en onderkaak, en een achterste deel van de postcranium. Het werd ontdekt in de gemeente Catanduva, in het noorden van São Paulo, van de Adamantina-formatie. Ten minste vijf synapomorfieën verenigen de soorten, en een fylogenetische analyse wees uit dat ze zustertaxa waren.
Caipirasuchus stenognathus, de 'smalkaak', is gebaseerd op specimen MZSP-PV 139, een schedel met onderkaken gevonden op de Boa Esperanca-ranch.
Caipirasuchus mineirus is gebaseerd op specimen CPPLIP 1463. De soortaanduiding verwijst naar Minas Gerais.
Caipirasuchus attenboroughi is gebaseerd op specimen LAPEISA-0001, een secundair verhemelte, hersenpan en onderkaak.

## Beschrijving
Het geslacht bestaat uit vrij kleine vormen waarvan de schedels hoogstens een twintig centimeter lang zijn.

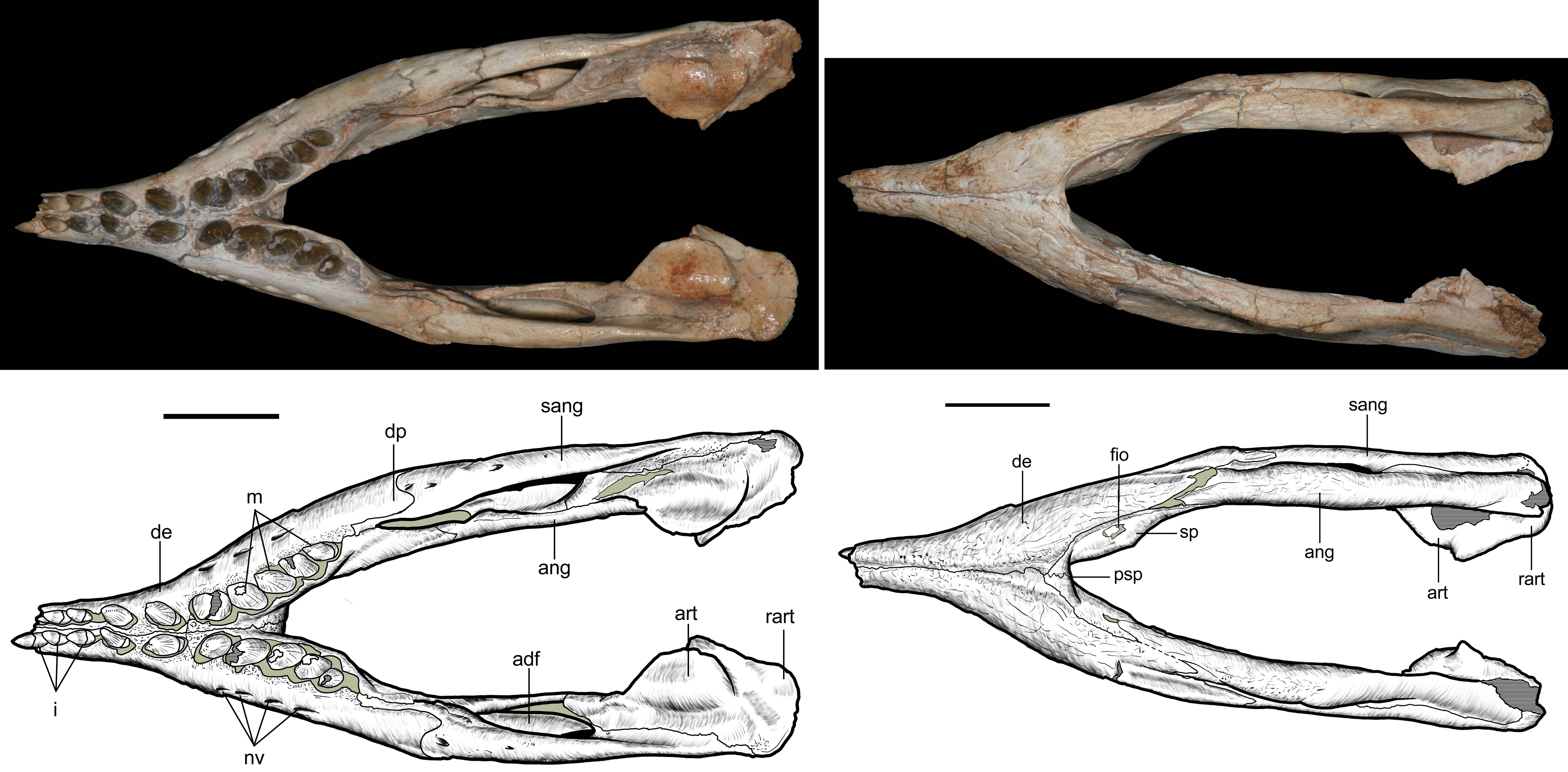
De onderkaken van C. stenognathus

Caipirasuchus paulistanus heeft ongeveer tien autapomorfieën. De externe neusholte (de neusgatopening in de schedel) wordt alleen begrensd door de premaxillaire botten. Elke premaxilla heeft vier tanden. Er is een opening die een diastema wordt genoemd in de premaxillaire tandenrij en een diastema tussen de premaxillaire en maxillaire tanden. Het dentarium van de onderkaak heeft tien tanden aan weerszijden, waar twee diastemata ze scheiden. Het gebit is haast zoogdierachtig. De voorste tanden zijn geschikt voor het vangen van voedsel, terwijl de korte en brede achterste tanden zijn aangepast voor voedselverwerking. De symfyse van de onderkaken loopt zeer smal taps naar voren toe. Het verhemeltebeen in het dak van de muil is verbonden met het bovenkaaksbeen van de snuit door een botgebied, de processus cuneiformis (het 'spijkervormig uitsteeksel'). Caipirasuchus heeft ook grote pterygoïde en ectopterygoïde botten en een goed ontwikkeld gat vóór de oogkassen, de fenestra antorbitalis.

## Fylogenie
Caipirasuchus is in de Peirosauridae geplaatst.